# Francesco D'Aniello
Francesco D'Aniello, född 21 mars 1969 i Nettuno, är en italiensk sportskytt.
Han blev olympisk silvermedaljör i dubbeltrap vid sommarspelen 2008 i Peking.